# Prima riunione degli scienziati italiani
La Prima riunione degli scienziati italiani fu un incontro dei principali studiosi provenienti dai diversi Stati della penisola italiana svoltosi a Pisa nel 1839.

## Aspetti storici

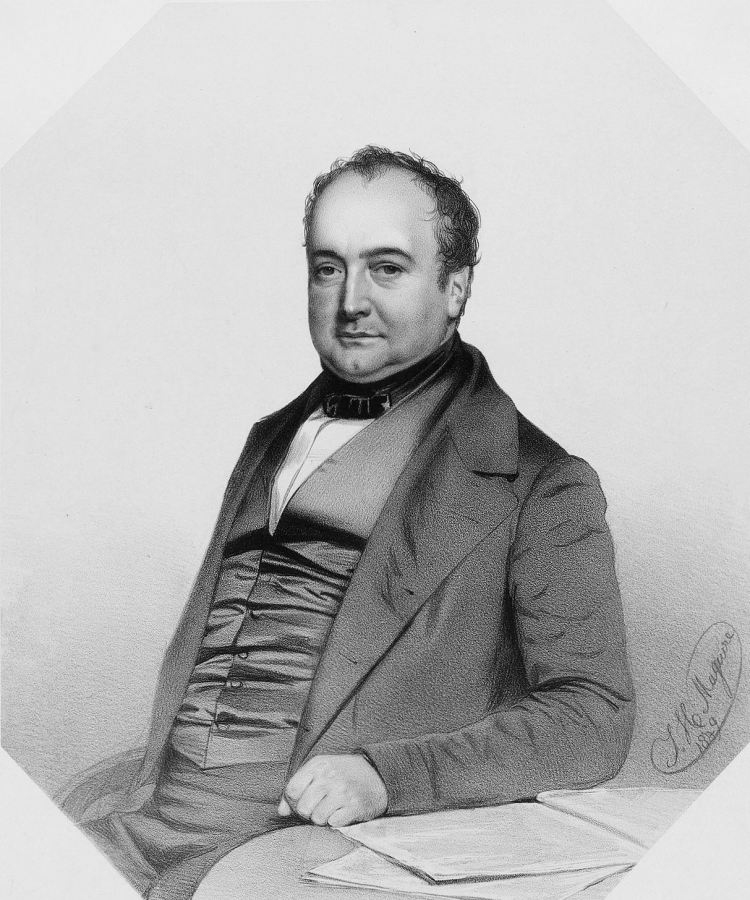
Carlo Luciano Bonaparte

Lo zoologo Carlo Luciano Bonaparte, principe di Canino e di Musignano, nonché figlio di Luciano, fratello minore di Napoleone I, rivestì un ruolo significativo per la nascita e l'organizzazione dei congressi. Animato da ideali liberali e nazionalisti, Bonaparte riuscì ad ottenere da Leopoldo II, granduca di Toscana, il patrocinio per organizzare a Pisa una riunione di scienziati provenienti da tutti gli stati italiani. Bonaparte era a conoscenza degli interessi scientifici di Leopoldo II e riteneva che la Toscana potesse diventare il luogo d'elezione per ospitare queste manifestazioni.
Essendo Pisa la città natale di Galileo, lo scienziato pisano divenne ben presto il simbolo del genio scientifico nazionale e l'ispiratore di quella che Filippo Corridi nella sua relazione introduttiva definiva «patria che ci è comune».
I governi che dominavano l'Italia in quegli anni compresero subito la matrice politica che animava le Riunioni e cercarono di rendere sempre difficile il sodalizio fra gli scienziati.

## Sezioni
Il presidente generale fu Ranieri Gerbi, che morì il 20 dicembre dello stesso anno.
Il segretario generale fu Filippo Corridi.

### Fisica, chimica e scienze matematiche
Fu nominato presidente Pietro Configliachi.
Per la sottosezione di Chimica e Fisica fu segretario Luigi Pacinotti, mentre per la sottosezione di matematica e astronomia fu segretario Vincenzo Amici.
La sezione si riunì in otto sedute nel gabinetto di chimica dell'università.

### Geologia, mineralogia e geografia
Fu nominato presidente Angelo Sismonda. Il segretario fu Lodovico Pasini.
La sezione si riunì in otto sedute nella sala del Museo di storia naturale e venne compiuta un'escursione al Monte Pisano.

### Botanica e fisiologia vegetabile
Furono nominati presidente Gaetano Savi e vicepresidente Giuseppe Moretti.
Per la sottosezione di Botanica fu segretario Bartolomeo Biasoletto, mentre per la sottosezione di fisiologia vegetabile fu segretario Filippo Narducci.
La sezione si riunì in otto sedute nell'anfiteatro del Museo di storia naturale e venne compiuta un'escursione botanica.

### Zoologia e anatomia comparativa
Fu nominato presidente Carlo Luciano Bonaparte. Il segretario fu Giuseppe Gené.
La sezione si riunì in sette sedute nell'anfiteatro del Museo di storia naturale.

### Medicina
Fu nominato presidente Giacomo Tommasini. Il segretario fu Francesco Puccinotti.
La sezione si riunì in otto sedute nel teatro anatomico.

### Agronomia e tecnologia
Furono nominati presidente Cosimo Ridolfi e vicepresidente Giuseppe Gazzeri. Il segretario fu Francesco Gera.
La sezione si riunì in nove sedute presso l'orto botanico.

## Iniziative

### Medaglia commemorativa

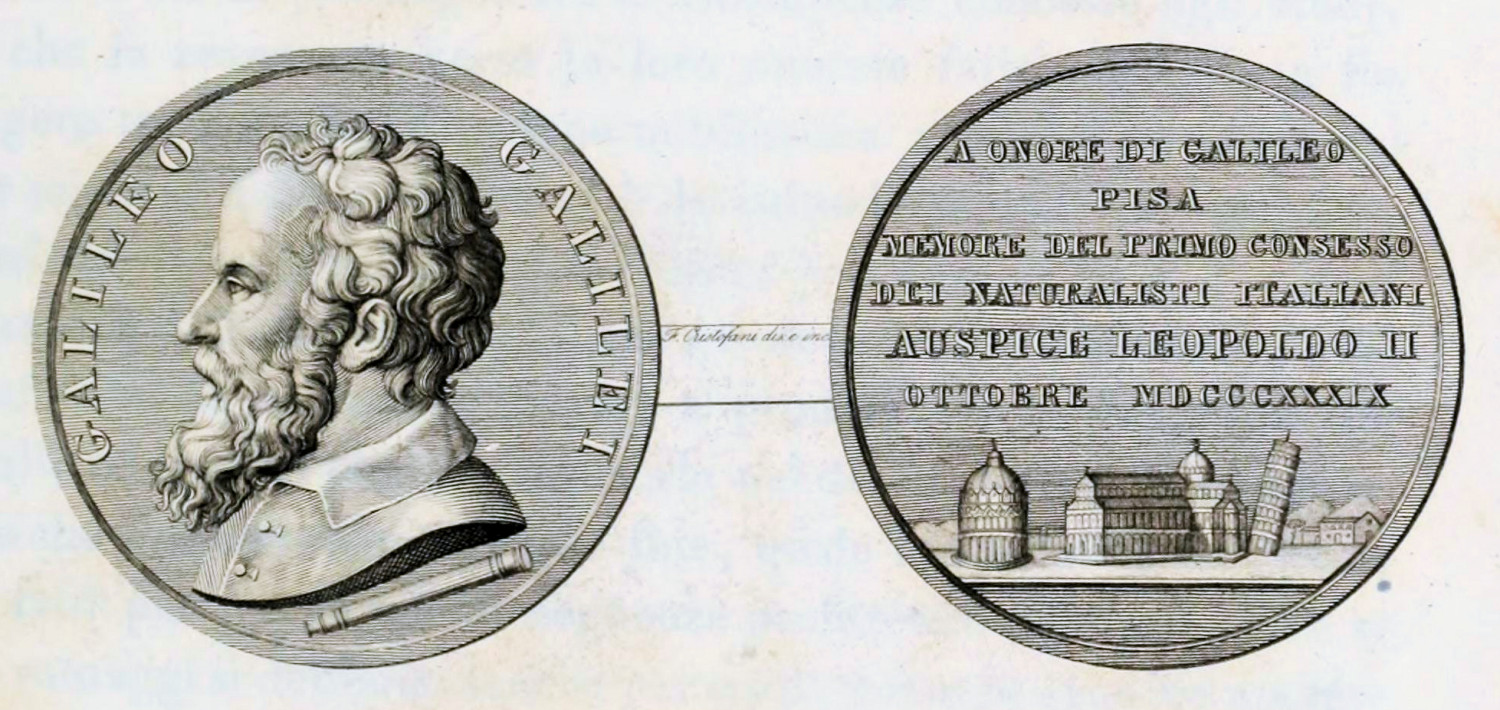
Raffigurazione della medaglia

In occasione della riunione venne distribuita ai partecipanti una medaglia commemorativa con un'immagine di Galileo Galilei.
- Dritto: GALILEO GALILEI Busto a sinistra.
Nel taglio: P. CINGANELLI F.. Sotto: cannocchiale.
- Rovescio: Nel campo in sei righe: A ONORE DI GALILEO / PISA / MEMORE DEL PRIMO CONSESSO / DEI NATURALISTI ITALIANI / AUSPICE LEOPOLDO II / OTTOBRE MDCCCXXXIX
Sotto i monumenti principali di Pisa: Battistero, Duomo e Torre. Esergo: NIDEROST F.

### Monumento a Galileo Galilei

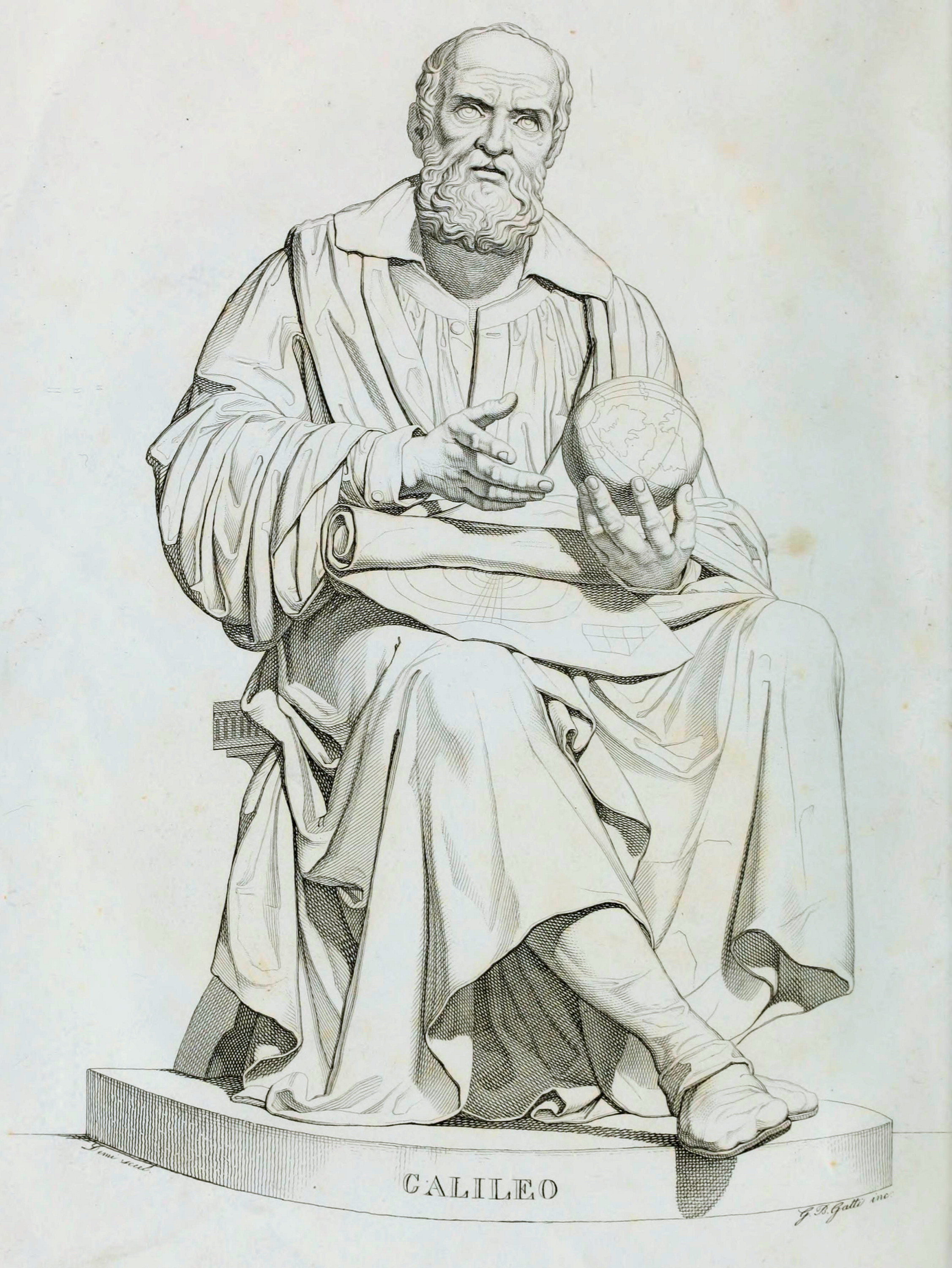
Monumento

Nei giorni del congresso venne inaugurato un monumento a Galileo Galilei, opera di Paolo Emilio Demi, e posto nel cortile dell'Università (oggi conservata nell'Aula Magna storica).

### Guida di Pisa
Ai partecipanti venne distribuita la Descrizione storica e artistica di Pisa e de' suoi contorni, opera in tre volumi di Ranieri Grassi del 1836, ristampata in occasione della riunione.